# Afro De Pietri
Afro De Pietri (Carpi, 4 novembre 1905 – Carpi, 2 gennaio 1992) è stato un calciatore e allenatore di calcio italiano, di ruolo centrocampista.

## Carriera
Giocò in Serie A con la maglia del Modena.
Allenò il Cosenza, il Carpi a più riprese, la SIME Popoli (con cui raggiunse gli ottavi di finale di Coppa Italia 1938-1939), la Pro Vercelli, il Chieti e l'Imolese.

## Palmarès

### Allenatore

#### Competizioni nazionali
- Serie C: 1

Carpi: 1945-1946